# マリアーノ・ロマーノ
マリアーノ・ロマーノ（伊: Magliano Romano）は、イタリア共和国ラツィオ州ローマ県にある、人口約1,400人の基礎自治体（コムーネ）。

## 地理

### 位置・広がり
ローマ県北部のコムーネ。

#### 隣接コムーネ
隣接するコムーネは以下の通り。括弧内のVTはヴィテルボ県所属を示す。
- カルカータ (VT)
- カンパニャーノ・ディ・ローマ
- カステルヌオーヴォ・ディ・ポルト
- マッツァーノ・ロマーノ
- モルルーポ
- リニャーノ・フラミーニオ
- サクロファーノ

### 気候分類・地震分類
マリアーノ・ロマーノにおけるイタリアの気候分類 (it) および度日は、zona D, 1769 GGである。
また、イタリアの地震リスク階級 (it) では、zona 3A (sismicità bassa) に分類される。